# Liste venezolanischer Schriftsteller
Die Liste venezolanischer Schriftsteller gibt einen Überblick über die Schriftsteller Venezuelas. Es besteht kein Anspruch auf Vollständigkeit.

## A
- Antonio Arráiz (1903–1962)
- Rafael Arráiz Lucca (* 1959)
- Laura Antillano (* 1950), Schriftstellerin

## B
- Fernando Báez, Schriftsteller, Bibliothekswissenschaftler, Übersetzer und politischer Aktivist
- José Balza (* 1939),
- Rafael María Baralt (1810–1860)
- Andrés Bello (1781–1865), Humanist, Dichter, Philosoph, Pädagoge und Philologe
- Eduardo Blanco (1838–1912), Romancier und epischer Dichter
- Rufino Blanco-Fombona, Essayist
- Simón Bolívar (1783–1830)
- Carlos Brandt (1875–1964)
- Luis Britto García (* 1940), Schriftsteller und Sozialwissenschaftler

## C
- Rafael Cadenas (* 1930), Dichter und Essayist
- Juan Calzadilla (1930–2025)
- Eduardo Casanova (* 1939), Schriftsteller
- Pedro Emilio Coll (1872–1947)
- Luís Alberto Crespo (* 1941), Schriftsteller

## E
- Andrés Eloy Blanco (1897–1955), Dichter

## F
- Antonio Febres Cordero (1897–1955), Dichter

## G
- Rómulo Gallegos (1884–1969), Schriftsteller
- Julio Garmendia (1898–1977)
- Salvador Garmendia (1928–2001)
- Vicente Gerbasi (1913–1992), Dichter
- Adriano González León (1931–2008), Schriftsteller
- Ida Gramcko (1924–1994), Dichter
- Aquiles La Grave, Dichter

## H
- Francisco Herrera Luque (1927–1991)
- Enrique Hernández D'Jesus (* 1947),
- Solveig Hoogesteijn (* 1946)

## I
- Boris Izaguirre (* 1965)

## L
- Eduardo Liendo (1941–2025),
- Juan Liscano (1914–2001)
- Rafael Arraiz Lucca (* 1959), Dichter

## M
- Antonieta Madrid (* 1939), Schriftstellerin
- José Antonio Maitín (1804–1874)
- Andrés Mata (1870–1931), Dichter, Schriftsteller und Journalist
- Milagros Mata Gil, Dichterin
- Juan Carlos Méndez Guédez (* 1967), Prosaschriftsteller
- Guillermo Meneses (1911–1978),
- Federico Moleiro (* 1939)
- Eugenio Montejo (1938–2008), Dichter und Essayist
- Guillermo Morón (* 1926),
- Enrique Moya (* 1958), Dichter, Schriftsteller, Essayist, Übersetzer

## N
- Aquiles Nazoa (1920–1976)
- Rafael de Nogales (1879–1937)
- Enrique Bernardo Núñez (1895–1964)

## O
- Hanni Ossott (1946–2002)
- Miguel Otero Silva (1908–1985), Schriftsteller

## P
- Julián Padrón (1910–1954)
- Antonia Palacios (1904–2001), Schriftstellerin
- Ramón Palomares (* 1935), Dichter
- Teresa de la Parra (1889–1936), Schriftstellerin
- Fernando Paz Castillo (1893–1991)
- Juan Antonio Pérez Bonalde (1846–1892), Dichter, Schriftsteller und Übersetzer
- Francisco Perez Perdomo (1930–2013)
- Gonzalo Picón Febres (1860–1918)
- Mariano Picón Salas (1901–1965), Schriftsteller
- José Rafael Pocaterra (1889–1955)

## R
- José Antonio Ramos Sucre (1890–1930)
- José Ramón Medina (* 1921), Gründer und Direktor der Biblioteca Ayacucho
- Armando Rojas Guardia (* 1949), Dichter
- Román Rojas Cabot (* 1929)
- Alexis Romero, Dichter
- Denzil Romero (1938–1999), Dichter

## S
- Juan Sánchez Peláez (1922–2003),
- Pedro Sotillo (1902–1977), Journalist, Romancier, und Dichter

## T
- Ana Enriqueta Terán (1918–2017)
- Oswaldo Trejo (* 1924),
- Alberto Arvelo Torrealba (1905–1971), Dichter
- Ana Teresa Torres (* 1948), Schriftstellerin

## U
- Arturo Uslar Pietri (1906–2001), Schriftsteller

## Z
- Ángela Zago, Schriftstellerin